# Pentabrombenzol
Pentabrombenzol ist eine chemische Verbindung bestehend aus einem Benzolring mit fünf Bromatomen (–Br) als Substituenten.

## Gewinnung und Darstellung
Pentabrombenzol kann durch thermische Zersetzung von Pentabrombenzolsulfonsäure gewonnen werden. Es kann auch zusammen mit Tetrabrombenzolen durch Reaktion von Nitrobenzol oder Dinitrobenzol mit Brom bei 250 °C dargestellt werden.

## Eigenschaften
Pentabrombenzol ist ein weißer Feststoff, der in Form von Nadeln aus Ethanol auskristallisiert.